# Oxolane
 (novembre 2024).
Si vous disposez d'ouvrages ou d'articles de référence ou si vous connaissez des sites web de qualité traitant du thème abordé ici, merci de compléter l'article en donnant les références utiles à sa vérifiabilité et en les liant à la section « Notes et références ».
Les oxolanes ou oxacyclopentanes, ou tétrahydrofuranes sont la famille des dérivés des éthers cycliques à cinq atomes. Ils possèdent donc un hétérocycle à cinq atomes, quatre de carbone et un d'oxygène.
Le composé le plus simple de cette famille est le tétrahydrofurane (THF).

Tétrahydrofurane